# Kate Ashfield
Kate Ashfield (ur. 28 maja 1972 w Oldham Lancashire w Wielkiej Brytanii) – brytyjska aktorka filmowa i telewizyjna.

## Filmografia

### Filmy
- 2003: Bez granic (Beyond Borders) jako Kat
- 2004: Kłopotliwy towar (Spivs) jako Jenny
- 2004: Wysyp żywych trupów (Shaun of the Dead) jako Liz
- 2007: Piekarz (The Baker) jako Rhiannon
- 2012: Byzantium jako Gabi
- 2013: Nimfomanka (Nymphomaniac) jako terapeutka

### Seriale TV
- 1999: Wodnikowe Wzgórze (Watership Down) jako Prymulka (głos, sezony 1-2)
- 2007: Porozmawiaj ze mną (Talk to Me) jako siostra Mitcha
- 2010: Poirot jako Muriel Wills
- 2011: Milczący świadek (Silent Witness) jako główna inspektor Rebecca Woods
- 2011: Nowe triki (New Tricks) jako Hilary Newell
- 2013: Morderstwa w Midsomer (Midsomer Murders) jako Helen Caxton
- 2015: Podejrzany (Secrets and Lies) jako Vanessa Richardson

## Nagrody
- BIFA Najlepsza aktorka: 2001 Zakupy nocą